# Timo Saario
Timo Matti Saario, född 6 oktober 1961 i Helsingfors, är en finländsk kantor, organist och dirigent. Saarios register är bas.

## Biografi
Saario föddes den 6 oktober 1961 i Helsingfors och hans föräldrar är skådespelaren Esa Saario och Anja Saario. Saario gick i gymnasiet i Tölö och han utexaminerades från Konstuniversitetets Sibelius-Akademis kyrkomusikenhet. Där hade Saario sång som huvudämne och orgel som biämne. Kaija Eerola, före detta kantor i Nummis församling, började undervisa Saario i orgelspelning redan under 1970-talet och i slutet av 1970-talet vikarierade Saario Eerola många gånger som kantor. I Sibelius-Akademin träffade Saario Ulla Eho och senare gifte paret sig i Sjundeå, där familjen bor. Makarna har två barn.
Saario började kantorskarriären i Högfors församling. Tidigare hade Saario också jobbat som kantor i Ekenäs. År 2005 valdes Saario till Lojo församlings ledande kantor. I Lojo församling dirigerar Saario kyrkokören Lohjan kirkkokuoro (Lojo kyrkokör) som är en av Finlands äldsta kyrkokörer. Förutom kyrkokören dirigerar Saario också körerna Laurin Laulajat och Laurin Miehet. Saario är också med i kyrkkvartetten Kirkkosällit. Förutom sina egna körer har Saario också ackompanjerat Vichtis församlings flickkör Tyttökuoro Piritat som dirigeras av Saarios maka Ulla Eho-Saario.
På fritiden var Saario medlem i kvartetten Kark'kisällit. Kvarteten som var från Högfors uppträdde runt Finland och hade en årlig konsert i salen Karkkila-sali i Högfors. Folk runt hela Nyland kom till Kark'kisällits konserter där också Saarios far Esa Saario ofta sjöng. Förutom orgel och piano kan Saario också spela dragspel.
Saario är aktiv i Lojo församlings svenskspråkig verksamhet. Han fungerar som kantor på många svenskspråkiga evenemang i Virkby kyrka och Lojo S:t Lars kyrka.
Esbo stifts domkapitel har förlänat Saario hederstiteln director cantus.

## Utmärkelser
- Director cantus
- Finlands Frontveteranförbunds guldmedalj
- Finlands Frontveteranförbunds standar
- Högfors Frontveteranförbunds standar